# Józef Czerniewicz
Józef Czerniewicz (ur. 6 marca 1920 w Dubinówce – obecnie Białoruś, zm. 1997 w Gorzowie Wielkopolskim) – polski artysta fotograf. Członek Rady Federacji Amatorskich Stowarzyszeń Fotograficznych w Polsce. Członek rzeczywisty, członek Zarządu i prezes Zarządu Gorzowskiego Towarzystwa Fotograficznego. Członek Zarządu Gorzowskiego Towarzystwa Społeczno-Kulturalnego.

## Życiorys
Józef Czerniewicz absolwent gimnazjum (1939) oraz szkoły średniej (1941) w Dziśnie, członek Armii Krajowej na Wileńszczyźnie (1944), żołnierz Armii Czerwonej (1944–1945). Po 1945 roku był pracownikiem Dyrekcji Lasów Państwowych w Zielonej Górze oraz od 1952 roku pracownikiem Estrady Wrocławskiej. Związany z gorzowskim środowiskiem fotograficznym, od 1955 roku mieszkał, pracował, tworzył w Gorzowie Wielkopolskim (m.in. zatrudniony w gorzowskiej Foto-Optyce oraz gorzowskim Biurze Wystaw Artystycznych) – fotografował od 1949 roku. Miejsce szczególne w jego twórczości zajmowała fotografia dokumentalna, fotografia krajobrazowa, fotografia krajoznawcza, fotografia społeczna.
W 1955 roku został przyjęty w poczet członków rzeczywistych Gorzowskiego Towarzystwa Fotograficznego, w którym w latach 1965–1973 pełnił funkcję sekretarza w zarządzie GTF oraz w latach 1973–1983 funkcję prezesa Zarządu GTF. W 1969 roku był współorganizatorem cyklicznych Gorzowskich Konfrontacji Fotograficznych – przeglądów fotografii prezentujących prace artystów fotografów (m.in. członków Związku Polskich Artystów Fotografików) oraz prace amatorów fotografów (m.in. członków stowarzyszeń fotograficznych). Uczestniczył w pracach jury Gorzowskich Konfrontacji Fotograficznych oraz w cyklicznych plenerach fotograficznych w Drezdenku. W 1981 roku został opiekunem, kuratorem Małej Galerii Gorzowskiego Towarzystwa Fotograficznego, stanowiącej (w latach 1981–1994) część Biura Wystaw Artystycznych w Gorzowie Wielkopolskim.
Józef Czerniewicz był współautorem zbiorowych wystaw fotograficznych – m.in. w 1984 roku był laureatem dorocznej nagrody Gorzowskiego Towarzystwa Fotograficznego, w Gorzowskich Konfrontacjach Fotograficznych (1987) został uhonorowany Nagrodą Wojewody Gorzowskiego im. Waldemara Kućki. Uhonorowany Dyplomem Federacji Amatorskich Stowarzyszeń Fotograficznych w Polsce oraz dwukrotnie Dyplomem Ministerstwa Kultury i Sztuki.

## Odznaczenia
- Złoty Krzyż Zasługi;
- Medal 40-lecia Polski Ludowej;
- Odznaka „Zasłużony Działacz Kultury”;
- Złota Odznaka Honorowa Federacji Amatorskich Stowarzyszeń Fotograficznych w Polsce;
- Srebrna Odznaka Honorowa Federacji Amatorskich Stowarzyszeń Fotograficznych w Polsce;
- Medal im. Jana Bułhaka (1985);
- Medal 40-lecia ZPAF;

Źródło.